# Miklavž na Dravskem polju
Miklavž na Dravskem polju – wieś w Słowenii, siedziba gminy Miklavž na Dravskem polju. W 2018 roku liczyła 4084 mieszkańców.